# غوستا كناتسون
غوستا كناتسون (بالسويدية: Gösta Knutsson)‏ هو صحفي ورسام كارتون وكاتب للأطفال وكاتب ومترجم سويدي، ولد في 12 أكتوبر 1903 في Klara Church Parish ‏ في السويد، وتوفي في 4 أبريل 1973 في Uppsala Cathedral Assembly ‏ في السويد.

## وصلات خارجية
- غوستا كناتسون على موقع IMDb (الإنجليزية)
- غوستا كناتسون على موقع الموسوعة البريطانية (الإنجليزية)
- غوستا كناتسون على موقع ميوزك برينز (الإنجليزية)
- غوستا كناتسون على موقع قاعدة بيانات الأفلام السويدية (السويدية)
- غوستا كناتسون على موقع قاعدة بيانات الفيلم (الإنجليزية)
- غوستا كناتسون على موقع كينوبويسك (الروسية)